# Xavier Regàs i Pagès
Xavier Regàs i Pagès (Barcelona, 1931 - 17 d'agost de 1999) va ser un decorador, interiorista i pintor català, autor de la decoració de la discoteca Bocaccio, escenari predilecte del moviment "Gauche Divine", i de més de 150 projectes. Va ser el primer fill del matrimoni format pel comediògraf Xavier Regàs i Castells i Mariona Pagès Elias, i fou germà gran de Rosa Regàs, escriptora, Georgina Regàs, cuinera i escriptora, i Oriol Regàs, promotor cultural. Tots ells nebots de Víctor Alba (Pere Pagès i Elias)

## Biografia
Va néixer a Barcelona el 1931. En esclatar la guerra civil espanyola (1936-1939) la família es va exiliar. Ell i la seva germana i Georgina van ser internats als Països Baixos mentre que la Rosa i l'Oriol ho van ser a París.
Fou autor de l'interiorisme d'establiments barcelonins com el restaurant Via Veneto, la tenda Groc per a Toni Miró (1969-1970), el Drugstore de Passeig de Gràcia, el restaurant Tropical a Gavà, discoteques a la Costa Brava i Torremolinos, el teatre Balear i les discoteques Barbarella i Babels a Palma, la discoteca Sunset a Madrid i la macrodiscoteca Florida de Fraga.
A l'interior de la discoteca Bocaccio va conjuntar elements com còmodes sofàs vermells, fustes envernissades de formes corbes, ferros daurats a les baranes i una discreta il·luminació, per obtenir un ambient amb pinzellades modernistes i orientals. El local, promogut pel seu germà Oriol, fou un èxit des de la seva apertura en la segona meitat de la dècada de 1960.
També va tenir una intensa activitat com a pintor, especialment en els últims anys de la seva vida, amb exposicions a Barcelona, Madrid, Palma, Caracas i Goa (Índia).
Va morir el dimarts 17 d'agost de 1999 a causa d'un accident domèstic esdevingut al seu domicili. Va deixar dos fills, Sergi i Andrea.

## Fons
El seu fons es conserva al Centre de Documentació i Museu de les Arts Escèniques i consta part de les seves obres, a banda de documents personals i administratius. A més a més també hi trobarem fotografies i correspondència.